# Vogtland-Anzeiger
Der Vogtland-Anzeiger war eine Tageszeitung, die im sächsischen Vogtland erschien. Er galt als letzte noch existierende Neugründung einer Tageszeitung auf dem Gebiet der ehemaligen DDR nach der politischen Wende von 1989. Gegründet wurde er im März 1990.
In den Jahren 2005 und 2018 musste er Insolvenz anmelden, wurde aber jeweils von neuen Eigentümern weiter herausgegeben. Seit November 2018 wurde er von der Vogtland-Anzeiger Betriebs-GmbH herausgegeben, einer Tochtergesellschaft der Chemnitzer Verlag und Druck GmbH & Co. KG, bei der auch die Freie Presse erscheint (CVD-Mediengruppe). Die Chemnitzer Verlag und Druck GmbH & Co. KG wiederum ist eine Tochtergesellschaft der Medien Union GmbH mit Sitz in Ludwigshafen am Rhein (Rheinland-Pfalz).
Die seit Gründung bestehenden Redaktionen in Auerbach, Reichenbach, Oelsnitz und Klingenthal wurden 2004 geschlossen, seitdem befand sich die einzige Redaktion in Plauen. 2022 erfolgte die Einstellung des Vogtland-Anzeigers, die letzte Ausgabe erschien am 31. Januar 2022. Die bisherigen Abonnenten erhalten stattdessen die jeweilige Lokalausgabe der Freien Presse.